# جف ون درو
جف وَن درو (به انگلیسی: Jeff Van Drew) دندانپزشک و سیاستمدار آمریکایی است که از سال ۲۰۱۹ تاکنون حوزه انتخابیه دوم نیوجرسی را در مجلس نمایندگان آمریکا نمایندگی می‌کند. او پیشتر سناتور و نماینده ایالتی نیوجرسی بوده‌است.
ون درو که عضو حزب دمکرات بود در ۱۹ دسامبر ۲۰۱۹ اعلام کرد به حزب جمهوریخواه پیوسته‌است.